# Richard Korherr
Richard Korherr, född 30 oktober 1903 i Regensburg, Bayern, Tyskland, död 24 november 1989 i Braunschweig, var en tysk statistiker och ämbetsman i tjänst för Nazityskland. I december 1940 utnämndes han till chefsstatistiker vid SS-Hauptamt (SS:s huvudkontor), som var underställt Reichsführer-SS Heinrich Himmlers personliga stab (Persönlicher Stab Reichsführer-SS). Han är känd för att 1943 ha sammanställt den så kallade Korherr-rapporten (Korherr-Bericht), en statistisk rapport om den slutgiltiga lösningen av judefrågan.

## Biografi
Richard Korherr föddes 1903 i Regensburg. Hans far var skräddarmästare. Från 1922 studerade Korherr ekonomi och juridik och disputerade 1926 på en avhandling om Tysklands nativitet. År 1927 publicerade han boken Geburtenrückgang: Mahnruf an das deutsche Volk, i vilken han resonerar kring Tysklands sjunkande nativitet och hur myndigheterna skall uppmuntra till barnafödande. Boken försågs i och med 1935 års upplaga med ett förord författat av Heinrich Himmler. Mellan 1930 och 1935 tjänstgjorde Korherr på olika myndigheter som handhade officiell statistik. 1935 utsågs han till chef för Würzburgs statistikbyrå, en post han skulle inneha fram till 1940. Richard Korherr blev 1937 medlem av NSDAP, men han kom inte att ansluta sig till SS.
Himmler utnämnde i december 1940 Korherr till chef för statistikavdelningen vid SS-Hauptamt. Han blev då högste ansvarig för statistiken inom hela SS:s verksamhet.

### Korherr-rapporten
Den 18 januari 1943 gav Heinrich Himmler Korherr i uppdrag att upprätta en statistisk rapport över den slutgiltiga lösningen av judefrågan, d.v.s. Förintelsen, som den hade förlöpt fram till och med den 31 december 1942. En tidigare rapport, avfattad av Adolf Eichmanns avdelning IV B4 vid Reichssicherheitshauptamt och skickad till Himmler den 15 december 1942, hade av Himmler avfärdats, eftersom den ansågs vara av låg professionell standard. Himmler var i stort behov av en tillförlitlig rapport, då han hade mottagit kritik från Albert Speer, riksminister för vapen och ammunition, och Friedrich Fromm, generalöverste och befälhavare för den tyska reservarmén; kritiken gällde utrotningen av potentiella arbetare i den tyska vapenindustrin och även potentiella soldater.
Efter drygt två månader, den 23 mars, sände Korherr en 16-sidig rapport till Karl Brandt vid Himmlers personliga stab. Enligt Korherrs beräkningar hade 1 873 549 judar "evakuerats", d.v.s. förintats till och med den 31 december 1942. Himmler godkände Korherrs sammanställning, men krävde att Korherr skulle byta ut termen Sonderbehandlung ("specialbehandling"), som användes som omskrivning för "mord", mot formuleringen durchschleusen ("föra igenom", "slussa igenom"), i sammanhanget med böjningsformen durchgeschleust, med betydelsen "bearbetad" eller "genomförd". Dessa formuleringar förekommer i den andra versionen av rapporten som var en förkortad version på sex och en halv sida och som ställdes till Adolf Hitlers förfogande. Denna version var därtill uppdaterad till och med den 31 mars 1943. Korherr ger i den kortare versionen inte några exakta siffror för utvecklingen av Förintelsen fram till och med den 31 mars, men kvalificerade beräkningar har utförts. I boken Dimension des Völkermords anges att antalet förintade judar skall ha ökat till cirka 2 500 000.

### Efter andra världskriget
Efter andra världskrigets slut greps Korherr av de allierade och satt i ett krigsfångeläger till 1946. Under ett förhör yttrade han: "Jag fick kännedom om förintelseaktionerna först efter sammanbrottet år 1945". Enligt uppgifter från Adolf Eichmann hade Korherr talat osanning.  Eichmann hävdade, att Korherr hade haft kännedom om Förintelsen, emedan han som ämbetsman på SS-Hauptamt hade tillgång till SS:s topphemliga dokument och därtill upprättat flera kontakter med befälhavare för Einsatzgruppen. I en intervju för journalisten och författaren Gitta Sereny 1977 sade Korherr emellertid: ”Alla i Tyskland kände till gasningarna”.
Under 1950-talet var Korherr anställd vid Tysklands finansministerium och fick läraruppdrag vid Högskolan för ekonomi och samhällsvetenskap i Erlangen-Nürnberg. Korherr blev dock avskedad 1961, då hans förehavanden under andra världskriget blivit allmänt kända.